# Augusto César do Nascimento Filho
Augusto César do Nascimento Filho (Campinas, 1 de julho de 1880 - Sorocaba, 15 de novembro de 1952) Foi um político brasileiro, prefeito da cidade de Sorocaba em dois períodos: (1914-1921) e (1938-1943). Foi conhecido como Capitão Augusto César do Nascimento Filho.
Formou-se contador no Colégio Culto às Ciências, de Campinas. Mudou-se para Sorocaba e trabalhou no Banco União. Foi convidado pelo empresário luso-brasileiro Antonio Pereira Ignácio para dirigir a Fábrica Votorantim, em 1911. Assumiu o cargo de prefeito de Sorocaba, promovendo modernizações na cidade. Em sua segunda gestão construiu avenidas como a Afonso Vergueiro e Eugênio Salerno, além das praças 9 de julho e da Bandeira. Seu segundo mandato ocorreu nos difíceis dias da Segunda Guerra Mundial, marcados pela escassez de vários produtos, como gasolina, pneus e trigo. Renunciou ao cargo em 1943. Veio a falecer em 1952 e seu corpo jaz sepultado no cemitério da Saudade. Em sua homenagem, a Câmara Municipal de Sorocaba deu o seu nome a uma via pública da cidade.